# Jarl
Jarl, verwandt mit dem englischen „Earl“, dem deutschen Grafen entsprechend, war ab der Germanischen Eisenzeit (375 n. Chr.) bis ins Hochmittelalter ein Fürstentitel in den nordischen Ländern.
Die früheste Verwendung der Bezeichnung „Jarl“  taucht in Runen-Inschriften aus dem 5. Jahrhundert auf. Die Inschriften sind von der Mitte Norwegens bis nach Südschweden und Fünen zu finden. In diesen Texten heißt der Jarl erilaR. Alle haben vor erilaR ein betontes ek (= ich) stehen. Oft nennt sich der erilaR mit seinem Namen, woraus sich ergibt, dass es sich um einen Titel handelt. Die Seltenheit der Inschriften weist auf einen kleinen Kreis der Nutzer und damit auf den hohen Rang verbunden mit einer Bildung hin, die die Kenntnis der Runenschrift beinhaltet. Oft stellen die Texte die Schriftkundigkeit des erilaR besonders heraus. Der erilaR war auch Runenmeister. Da die Runen einen magischen Kontext hatten, muss der Jarl auch in einen religiösen Kontext gestellt werden. Hier und da ist auch von Weihehandlungen durch den erilaR die Rede. Bei der gesellschaftlichen Funktion dürften religiöse Aufgaben (bei Opferfesten) und profane Herrschaftsausübung nicht zu trennen sein.
Die isländischen Übersetzungen aus dem Lateinischen verwenden für comes, praefectus, praeses und proconsul das Wort Jarl. Pontius Pilatus wird als Pilatus jarl bezeichnet.

## Jarle in Norwegen
Die ursprüngliche Bedeutung der norwegischen Jarlswürde ist unbekannt. Die Quellen, z. B. Snorri, die sich dazu äußern, stammen aus einer Zeit, als es das Amt des Jarls kaum noch gab. Verhältnisse des 12. und 13. Jahrhunderts können also die Darstellung beeinflusst haben. Als Quellen sind besonders die Heimskringla und die norwegische Hirðskrá, das Gefolgschaftsrecht zu nennen. Einiges steht auch im Gulaþingslög, im Frostaþingslög sowie in den beiden Edden. So wird in der Rígsþula berichtet, dass der Gott Rígr drei kinderlose Ehepaare besuchte und jedes Mal einen Sohn gezeugt habe. Der erste habe Knecht geheißen, der nächste Bauer, der letzte Jarl. Jarl habe dann die Tochter des Hersir geheiratet und mit ihr den Konr ungr = Konungr (König) gezeugt. Aber der Wert dieses Textes als Quelle ist umstritten, da dessen Alter unbekannt ist. In der Heimskringla wird ein Gedicht zitiert, in dem der reimende Gegensatz karl og jarl ganz wie in den alten angelsächsischen Quellen eorl and ceorl verwendet wird. Wahrscheinlich war er bereits den Sachsen als erl und cerl geläufig. Etymologisch wird Jarl mit jara = Kampf und yrri = Zorn zusammengestellt, Wörtern, die auch im Namen der Kriegsgötter Eor, Ear und Er enthalten sind. Einige Forscher, darunter Jakob Grimm, leiteten von diesem Wortstamm den Stammesnamen der Heruler ab. Aus all dem entnimmt Konrad Maurer, dass es sich beim Jarl primär um den Angehörigen eines kriegerischen Standes handelte. Das ist aber umstritten.
Das angelsächsische Gebiet gibt gewisse Hinweise: Nach dem Recht der Nordleute und dem Recht von Mercia setzte sich die Totschlagsbuße des Königs aus zwei Teilen zusammen, das Wergeld an die Verwandten und die Königsbuße an das Volk. Die Beträge waren aber ebenso hoch wie die Beträge für einen æþeling oder earl. Der König stand also nach seinem Geburtsstand dem earl gleich und war nur durch seine tatsächliche Herrschergewalt über ihn erhoben, solange die Herrschaft währte. Möglicherweise waren die Verhältnisse in Norwegen bis zur Zeit Harald Hårfagres ähnlich.
Zur Zeit Harald Hårfagres gab es bereits die klare gesellschaftliche Schichtung in (lokalem) König, Jarl und den Hersen. Diese standen den Gemeinfreien und Unfreien gegenüber. Dass es bereits vor Harald Jarle und Hersen gab, geht aus der Orkneyinga saga hervor, wo der Großvater Røgnvalds, des Jarls von Møre und eines Freundes Haralds, Ivar Upplendingajarl genannt wird. Welche Stellung er zum König hatte, lässt sich aber nicht erkennen. Die Ladejarle behielten den Jarlstitel bei, obgleich sie zeitweise ganz Norwegen beherrschten. Die sehr alte kleine Saga Ágrip erklärt dies damit, dass einer der Vorfahren des Håkon Jarl, der von Harald Blauzahn zum Jarl über ganz Norwegen eingesetzt wurde, nämlich der König Herse in Numedal, aus Gram über den Tod seiner Frau habe Selbstmord begehen wollen. Da es aber keinen Präzedenzfall für den Selbstmord eines Königs gegeben habe, wohl aber den eines Jarls, habe er sich vom Königsthron herabgewälzt und sich dann auf den Jarlstitel hin aufgehängt. Um seinerwillen hätten sich dann alle seine Nachkommen den Königstitel verschmähend mit dem Jarlstitel begnügt. Diese zweifellos aitiologische Geschichte zeigt, dass der Jarlstitel in alter Zeit dem Königstitel ebenbürtig war und es später erklärungsbedürftig wurde, warum man den Königstitel verschmähte und sich mit dem Jarlstitel begnügte.
Die Heimskringla berichtet, Harald habe über jeden Bezirk (fylki) einen Jarl gesetzt, der Gerichtsbarkeit ausüben und die Abgaben für den König einziehen sollte. Ein Drittel der Abgaben durften die Jarle behalten. Jedem Jarl waren vier Hersen unterstellt. Jeder Jarl hatte dem König 60 und jeder Herse 20 Krieger zu stellen. Historisch gesichert sind für diese Zeit allerdings nur die Ladejarl und die Jarle von Møre. In frühen Texten werden allerdings auch Harald Naumdölarjarl und dessen Sohn Grjótgarður Háleygjajarl (Landnáma) erwähnt. Die Bemerkung in einem Gedicht, der Ladejarl habe über ein Land von 16 Jarlen geboten, versteht Snorri so, dass der Ladejarl 16 Jarle unter sich gehabt habe. Das Gedicht selbst beschreibt die räumliche Ausdehnung der Herrschaft, sagt aber nichts darüber aus, ob da noch Jarle existierten. Nach Snorri änderte Olav der Heilige die Herrschaftsstruktur so, dass nur ein Jarl im Lande herrschen sollte. Seitdem wird für Norwegen nur noch das Geschlecht der Ladejarle genannt. Der Jarlstitel tauchte auch in der Normandie auf als Nachfolger von Rollo, die Rúðujarlar (Jarle von Rouen). Die Jarlswürde war zwar nicht erblich, aber den Mitgliedern adeliger Geschlechter vorbehalten.
Die Jarle waren machtpolitisch bald wieder auf Augenhöhe mit dem König. Zur Zeit König Håkon Håkonssons wurde das Reich zwischen ihm und dem Ladejarl Skúli Bardarson geteilt. 1230 wurde Skúli die Herzogswürde zuerkannt. Die machtpolitische Gleichrangigkeit ergibt sich aus den Standesehen. Königshäuser und Jarlsgeschlechter konnten miteinander in eheliche Verbindung treten, dagegen wurden eheliche Verbindungen zwischen Jarlsgeschlechtern und Hersengeschlechtern schon früh als Mesalliance betrachtet.
Aus der Hirðskrá, aus der Zeit um 1270 geht hervor, dass die Jarlswürde nicht (mehr) erblich war, sondern den Brüdern oder nahen Verwandten des Königs verliehen wurde. Der Jarl musste einen Treueid schwören, bekam Schwert und Fahne überreicht, durfte ein Gefolge von sechs Leuten haben und durfte in der Regel kein höheres Aufgebot als der König stellen. Die Stellung des Jarls geht auch aus dem älteren Gulaþingslög hervor: Danach hatte der Jarl den gleichen Bußanspruch wie ein Bischof. Wenn er selbst einen Mann verwundete, so musste er das Doppelte von dem bezahlen, was ein Königsmann, und nur die Hälfte von dem, was der König zahlen musste.
1297 wurde nach einem Brief im Diplomatarium Norvegicum für dieses Jahr der Erzbischof Jørund in Nidaros zum Jarl ernannt. 1308 erließ König Håkon Magnusson ein Gesetz, wonach nur noch Königssöhne und die Orkadenjarle den Jarlstitel tragen dürften. Nach 1310 wurde in Norwegen niemand mehr zum Jarl ernannt. 1310 gab er bekannt, dass Erzbischöfe nicht mehr Jarle werden dürften. Der Papst billigte nicht, dass der Erzbischof dem König einen Treueid schwören sollte.

## Jarle auf Orkney
Auf Orkney gab es ebenfalls Jarle. Sie führten ihr Amt auf Sigurdur, den Bruder Røgnvalds, zurück, den König Harald zum Jarl ernannt habe. Das Amt hielt sich auf Orkney länger als in Norwegen. Die Würde war nach der Hirðskrá erblich. Die Beziehungen zwischen dem norwegischen König und den Jarlen war vertraglich geregelt. Als Orkney um 1470 unter die Oberhoheit Schottlands geriet, verschwand das Jarlsamt. (Siehe: Wikingerzeit auf Orkney und Liste der Jarle von Orkney)

## Jarle in Island
In Island ist nur Gizzur Þorvaldsson, der 1258 von König Håkon Håkonsson zum Jarl ernannt wurde, belegt. Auch in der Grágás wird bei den Bußen der Titel Jarl erwähnt. Aber man geht davon aus, dass es sich um einen späteren Einschub aus dem norwegischen Recht handelt. Weiter kommt das Wort Jarl in isländischem Kontext auch vor, wenn ein Kolbeinn jarle einer Kirche eine Glocke geschenkt hat. Hier handelt es sich aber offenbar um einen Eigennamen.
Auf den Färöern, auf den Shetlands und auf Grönland gab es keine Jarle.

## Jarle in Schweden
In Schweden werden in den Quellen um 1150 einige Personen Jarl der Svear genannt. Isländische Quellen deuten an, dass es in Schweden viele Jarle mit eigenem Herrschaftsgebiet gegeben habe. Die schwedischen Quellen bestätigen das jedoch nicht. Der letzte und bekannteste schwedische Jarl war Birger Jarl († 1266); 1308 wurde stattdessen der Herzogtitel (hertig) eingeführt. Die Jarle hatten offenbar eine starke Stellung und entstammten der führenden Aristokratie. Sie standen dem König nicht nach. Dem frühen Gesetz Östgötalagen lässt sich entnehmen, dass der Jarl von Östergötland bei den Geldbußen direkt nach dem König und vor allen anderen Personen rangierte. Er erhielt ein Drittel des Tributs von Gotland und hatte einen Teil der Abgaben aus den Küstengebieten. Er verfügte sogar über einen Teil des Krongutes in Östergötland. Wie weit er in die Regierungsorganisation eingegliedert war, ist indes umstritten.

## Jarle in Dänemark
Die dänische Überlieferung, die Jarle erwähnt, beginnt erst im 15. Jahrhundert. Allerdings gibt es andere Überlieferungen aus dem 12. Jahrhundert, die z. B. den Süden Jütlands oder Halland als Jarltum bezeichnen, so dass man davon ausgehen kann, dass Jarle zur Reichsverteidigung eingesetzt waren. So hing die Errichtung des süderjütischen Jarltums im 11. Jahrhundert wahrscheinlich eng mit den häufigen Einfällen der Wenden zusammen.
Schon im 12. Jahrhundert wurde der Jarlstitel durch den Herzogs- oder Grafentitel verdrängt. Der letzte Jarl Süderjütlands (des späteren Schleswigs) war der 1131 ermordete Knud Laward, der nach deutschem Vorbild den Titel „Herzog“ annahm.

## Literarische Rezeption
Theodor Fontane knüpft in seinem Gedicht Gorm Grymme an das Thema der Jarle literarisch an: Und die Jarls kamen zum Feste des Jul.